# البنك الدولي للإنشاء والتعمير
البنك الدولي للإنشاء والتعمير هو أحد المؤسسات الخمس التي يتألف منها البنك الدولي.
مقره الاجتماعي واشنطن تم إنشاؤه في يوليو عام 1944 إثر اتفاقيات بروتون ودز، ودخل عقد تأسيس هذه الهيئة في ديسمبر 1945. ومن أهداف هذا البنك المساهمة في تمويل إعادة تعمير وبناء الدول الحليفة المتضررة من الحرب العالمية II، وكذا تمويل المشاريع التنموية الاقتصادية للدول الأعضاء، وإعطاء الأولوية للاستثمار الخاص الأجنبي وتقديمها لقروض تنموية منتجة (Productif)، وكذلك المساهمة في تطوير المُبادلات التجارية الدولية والمحافظة على ميزان مدفوعات الدول الأعضاء وتشجيع الاستثمارات الدولية.

## تاريخ البنك
تاريخ البنك الدولي بدأ البنك الدولي أعماله بالمساعدة في إعادة بناء أوروبا بعد الحرب العالمية الثانية وهي الفكرة التي تبلورت خلال الحرب في بريتون وودز بولاية نيو هابشير الأميريكية. وكان قرض البنك الأول من نصيب فرنسا بقيمة تبلغ 250 مليون دولار في عام 1947 وبفترة سماح معقولة وأسعار فائدة منخفضة وقد خصص القرض لمجهودات إعادة إعمار فرنسا بعد الحرب العالمية الثانية. واستمرت جهود الإعمار موضع تركيز هام لعمل البنك وذلك في ظل الكوارث الطبيعية والطوارئ الإنسانية واحتياجات إعادة التأهيل في ما بعد للنزاعات والتي دائما ما تؤثر على اقتصاديات البلدان النامية والتي تمر بمرحلة تحول. لكن اليوم يتمركز عمل البنك حول تخفيف حدة الفقر كهدف عام يشمل جميع أعماله. وقد سبق للبنك أن كان له طاقم متجانس من المهندسين والمحللين الماليين يعمل من خلال مكتب البنك في واشنطن العاصمة. أما اليوم فلديه طواقم متنوعة ومتعددة التخصصات تشمل خبراء اقتصاديين وخبراء في السياسات العامة ومختلف القطاعات وعلماء اجتماع. ويعمل 40% من هذه الطواقم الآن في المكاتب القطرية التابعة للبنك في البلدان الأعضاء. أصبح البنك ذاته أكبر وأوسع وأكثر تعقيداً بمرور الوقت. حيث يتألف البنك اليوم من خمس مؤسسات إنمائية مرتبطة فيما بينها ارتباطاً وثيقاً وهي: البنك الدولي للإنشاء والتعمير والمؤسسة الدولية للتنمية* ومؤسسة التمويل الدولية* والوكالة الدولية لضمان الاستثمار متعدد الأطراف* والمركز الدولي لتسوية منازعات الاستثمار*.
- البنك شريك في العمل على فتح الأسواق وتقوية الاقتصادات. ورسالته تتمثل في تحسين نوعية الحياة وزيادة الرخاء للناس في كل مكان، وخاصة أفقر سكان العالم. ولاعتقاده بأن الأهداف الاجتماعية لا بد أن تعتمد على دعامة من الاستقرار الاقتصادي، فإنه يجلب إلى طاولة التنمية قدرته على جمع المال للمشاريع الانمائية بأدنى الأسعار السوقية للفائدة وعلى إقراض عملائه هذا المال لأغراض إنتاجية.

والبنك يوفر القروض لحكومات البلدان النامية لتمويل الاستثمارات وتشجيع النمو الاقتصادي بالاضطلاع بمشاريع المقومات الأساسية مثل الطرق والمدارس والمستوصفات وشبكات الري وبأنشطة من قبيل إعداد المعلمين وتحسين برامج التغذية للأطفال والحوامل. وقروضه قد تموّل كذلك تغييرات في تركيب اقتصادات البلدان لجعلها أكثر استقرارا وكفاءة وتوجها إلى السوق.
ويحاول البنك التصدي لمهمة توسيع الدائرة بالتوجه إلى أصحاب المصلحة الحقيقية في التنمية وإشراكهم في هذا المسعى. فالبنك يدرك أن ذوي الشأن في التنمية ليسوا فقط الحكومات بل المجتمع المدني بأكمله بقطاعيه العام والخاص وبمجموعة منظماته غير الحكومية وبنسائه وأطفاله وأفقر فقرائه.
ويعمل البنك مع جميع شركائه على معاونة البلدان التي يتعامل معها في قيامها بما يلي:
- الاستثمار في شعبها.
- حماية بيئتها.
- تشجيع النشاط التجاري الخاص فيها.
- توجيه الإدارة الحكومية وجهة جديدة.
- الاضطلاع ببرامج الإصلاح الاقتصادي;

أن للبنك الدولي، في سعيه إلى التخفيف من الفقر، عملاء حول العالم يصل عددهم إلى 4.7 بلايين، ومن بين هؤلاء العملاء:
- 3 بلايين يعيشون على أقل من دولارين في اليوم.
- 1.3 مليار يعيشون على أقل من دولار واحد في اليوم.
- 100 مليون يبيتون على الطوى كل ليلة.
- أكثر من مليار يفتقرون إلى مياه الشرب النظيفة.
- مئات الآلاف من النساء يمتن في ظروف متصلة بالولادة وذلك بسبب القصور في خدمات الصحة والنظافة العامة.
- ما يقرب من 40 مليون طفل يموتون كل سنة من أمراض لها علاجات معروفة.

والبنك الدولي هو مؤسسة إنمائية مؤلفة من خمس مؤسسات وثيقة الترابط هي:
- البنك الدولي للإنشاء والتعمير الذي يقرض البلدان النامية التي يكون متوسط الدخل الفردي فيها عاليا نسبيا.
- المؤسسة الانمائية الدولية التي تقدم القروض بدون فائدة إلى أفقر البلدان النامية.
- هيئة التمويل الدولية التي تشجع النمو في البلدان النامية بتوفير الدعم للقطاع الخاص.
- وكالة ضمان الاستثمار المتعدد الاطراف التي توفر ضمانات للمستثمرين الأجانب ضد الخسارة الناجمة عن المخاطر غير التجارية.
- المركز الدولي لتسوية منازعات الاستثمار الذي يشجع الاستثمار الدولي عن طريق التوفيق والتحكيم في المنازعات الاستثمارية التي تنشأ بين المستثمرين الاجانب والبلدان المضيفة.